# Denys de Fourna

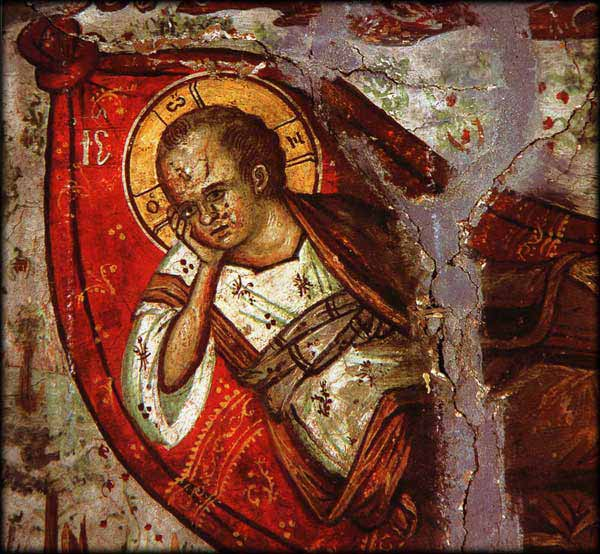
Le Sauveur aux yeux attentifs du monastère de Koutloumousiou (Denys de Fourna).

Denys de Fourna (grec moderne : Διονύσιος τοῦ ἐκ Φουρνά / Dionýsios toû ek Fourná, « Dionisius de Fourna ») ou Dionisius Fournoagraphiote (né vers 1670 — mort après 1744) est un hiéromoine du mont Athos, peintre d'icônes, théoricien de la peinture d'icône. Il est l'auteur d'un guide bien connu des peintres d'icônes intitulé « Herminia de Denys de Fourna » auquel se réfèrent aussi bien les historiens que les peintres.

## Histoire
Denys est né à Fourná, (actuel district régional d'Eurytanie en Grèce) dans une famille d'ecclésiastiques. À partir de 1686, il dirige le monastère d'Athos comme hiéromoine. Jusqu'en 1734, il vit dans le skite de Meléti à Karyès et travaille comme peintre d'icône. En 1734 il retourne à Fourná sous le Patriarcat œcuménique de Constantinople et il y crée une école de peinture.
Denys écrit son Herminia en 1730—1733, dans laquelle pour la première fois apparaissent les caractéristiques de l'icône dont le sujet sera un saint (c'est-à-dire comprenant les instructions propres du podlinnik de l'icône mais aussi les principes généraux de la technique de l'iconographie à observer). Pour y travailler, Denys emmène son élève Cyrille à Chios pour l'aider. Là il s'inspire, pour rédiger son ouvrage, de fragments d'herminias anonymes de Jérusalem. Son livre achevé comprend 72 paragraphes d'instructions techniques iconographiques et 560 autres paragraphes concernant la description de l'iconographie des Saintes Écritures et de divers saints. Il dédie son travail à la Vierge Marie, dans une introduction où il dit imiter l'apôtre Luc, qui selon la légende, est le premier peintre d'icône à avoir décrit son travail iconographique.
Son guide appelé Herminia a été traduit en français par Paul Durand, traduction publiée en 1845 par l'archéologue Adolphe Napoléon Didron sous le titre Manuel d'iconographie chrétienne grecque et latine.